# Papoura
Koordinaten: 35° 13′ N, 25° 19′ O
Der Hügel Papoura befindet sich ungefähr zwei Kilometer nordwestlich der Stadt Kastelli auf der griechischen Insel Kreta. Die Höhe über dem Meeresspiegel beträgt knapp 500 Meter.
Auf dem Hügel befindet sich eine große minoische Anlage mit acht konzentrischen Kreisen und einem Durchmesser von 48 Metern, die im Juni 2024 entdeckt und auf die Altpalastzeit zwischen 2000 und 1700 vor Christi Geburt datiert wurde.

## Archäologische Entdeckung
Die Struktur wurde beim Bau einer Radaranlage für den neuen internationalen Flughafen von Heraklion entdeckt. Die zuständigen Ministerien für Kultur sowie für Infrastruktur und Verkehr haben beschlossen, dass die archäologische Ausgrabung und der Erhalt des Bauwerks Vorrang vor dem Bau der Radaranlage haben sollten.

## Archäologische Beschreibung

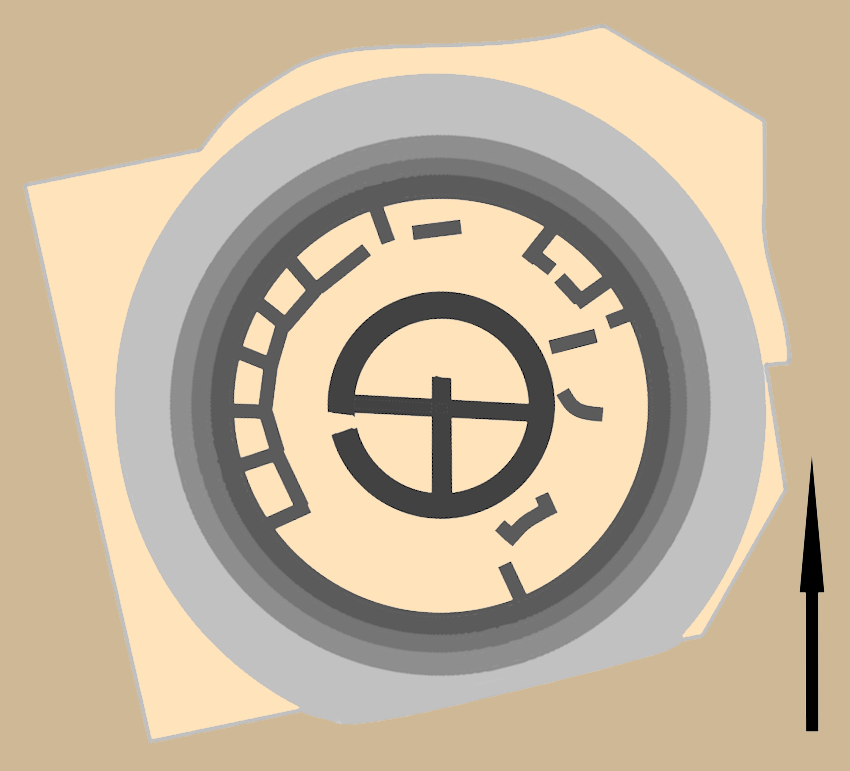
Grundriss des archäologischen Strukturen auf dem kretischen Hügel Papoura

Die Dicke der konzentrischen Ringe beträgt durchschnittlich 1,4 Meter, wobei sich jeder in verschiedenen Höhenebenen befindet. Der höchste erhaltene Abschnitt ist 1,7 Meter hoch.
In der Mitte der Ringe stand ein kreisförmiges Gebäude mit einem Durchmesser von 15 Metern, das als „Zone A“ bezeichnet wird. Der neun Meter breite Innenraum ist in vier Quadranten unterteilt, deren Trennmauern zu den vier Haupthimmelsrichtungen ausgerichtet sind. Um die Zone A herum befand sich ein zweites rundes Gebäude, dessen radial ausgerichteten Wände zu den Ringen der unteren Ebenen führen und dort kleinere Räume bilden. Die beiden Räume an der südwestlichen und nordwestlichen Seite des zentralen Rundbaus könnten die Haupteingänge der Anlage gewesen sein. Die Räume waren durch schmale Öffnungen miteinander verbunden.
In den Grabungsschichten wurde neopalatische Keramik gefunden, was darauf hindeutet, dass der Bau auch in späteren Perioden der minoischen Zivilisation weiter genutzt wurde. Die meisten Artefakte, die in dem Bauwerk gefunden wurden, befanden sich in oder um die Zonen A und B, was darauf hindeutet, dass dies die Hauptfunktionsbereiche waren. Es wurden große Mengen von Tierknochen gefunden, die auf entsprechende Opferhandlungen hindeuten.
Der Grundriss und die Beschaffenheit des Bauwerks weisen keine enge Parallelen zu anderen prähistorischen Bauwerken auf Kreta auf. Sie ähneln eher Bauten aus dem Nahen Osten aus der frühen Bronzezeit. Die Architektur hat strukturelle Ähnlichkeiten mit Gräbern, die aus Südkreta und Griechenland bekannt sind.

## Panorama vom Gipfel
Im Westen kann man vom Hügel aus das ungefähr 50 Kilometer entfernte und über 2000 Meter hohe Ida-Gebirge sehen. Im Norden kann bei guter Sicht der 713 Meter hohe und 166 Kilometer entfernte Berg Pyrgos auf der Insel Ios der ägäischen Inselgruppe der Kykladen gesehen werden. Im Osten wird die Sicht zum geometrischen Horizont durch Berge verdeckt. Im Südosten ist als höchste scheinbare Erhebung der 1578 Meter hohe und 9 Kilometer entfernte Afendis zu sehen. Eine Besonderheit ergibt sich in südlicher Himmelsrichtung, weil dort der freie Blick in den Himmel sogar ein wenig unter den geometrischen Horizont reicht. Deswegen kann die Kulmination von hellen Sternen auf dem südlichen Meridian auch in geringen Höhen beobachtet werden, wie zum Beispiel seit gut 4000 Jahren die des Sterns Canopus.